# Cyclops hypogeus
Cyclops hypogeus – gatunek widłonoga z rodziny Cyclopidae, nazwa naukowa gatunku została po raz pierwszy opublikowana w 1930 roku przez niemieckiego zoologa Friedricha Kiefera.